# Labidoplax southwardorum
Labidoplax southwardorum är en sjögurkeart som beskrevs av Andrew Thomas Gage 1985. Labidoplax southwardorum ingår i släktet Labidoplax och familjen masksjögurkor. Inga underarter finns listade i Catalogue of Life.